# Α-Tomatin
α-Tomatin ist ein Steroidglykosid und Glycoalkaloid aus der Gruppe der Solanum-Alkaloide.

## Vorkommen und Wirkung

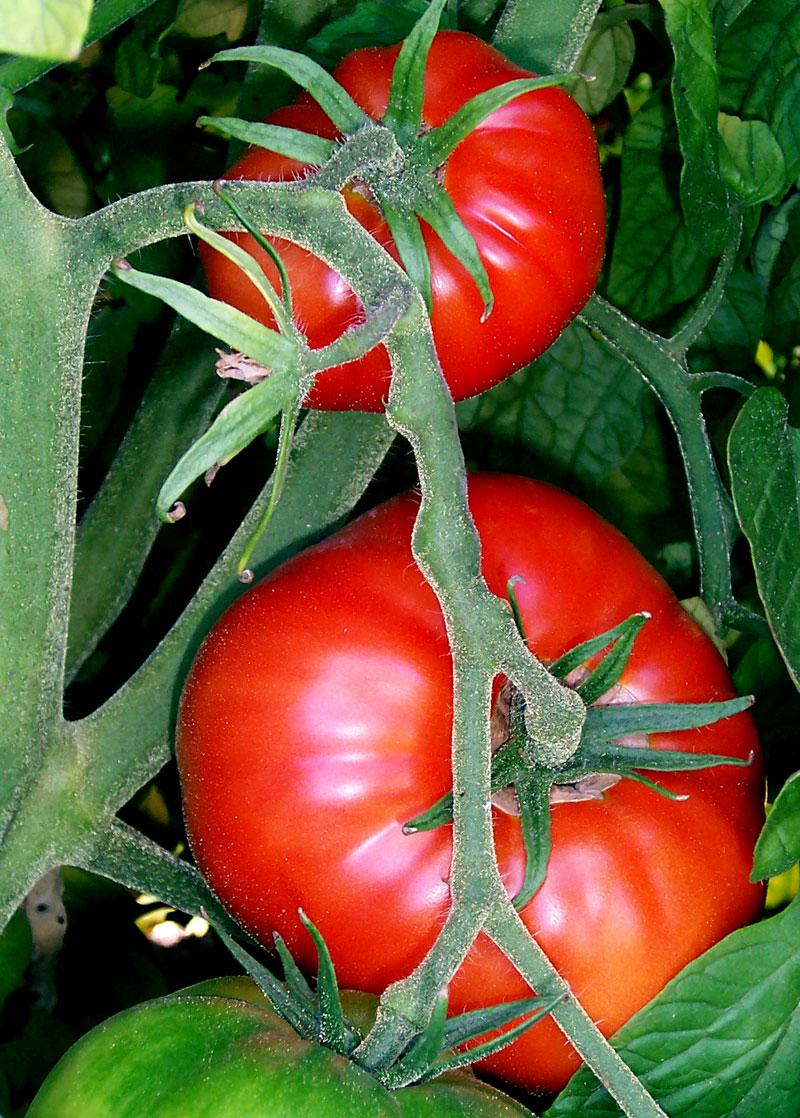
Tomate (Solanum lycopersicum)

Es kommt in der Tomate (Solanum lycopersicum) und in anderen Solanum-Arten vor.
α-Tomatin ist aus Tomatidin und β-Lycotetraose zusammengesetzt. Es schützt die Tomatenpflanze vor Befall mit Kartoffelkäferlarven und hat gegen die Erreger der Tomatenwelke und andere pathogene Pilze und Flechten eine antibiotische Wirkung. Einige Pilze können das α-Tomatin mit Hilfe einer Glucosidase in das für sie weniger toxische β-Tomatin überführen.

## Analytik
Zur zuverlässigen qualitativen und quantitativen Bestimmung der Substanz werden nach angemessener Probenvorbereitung Kopplungen der HPLC mit der Massenspektrometrie eingesetzt.